# Sabatino Moscati
Sabatino Moscati (* 24. November 1922 in Rom; † 8. September 1997 ebenda) war ein italienischer Sprachwissenschaftler und Archäologe, der sich vor allem um die Erforschung der phönizisch-punischen Sprache, Kultur und Archäologie verdient gemacht hat.

## Leben
Sabatino Moscati promovierte 1943, im Alter von 21 Jahren, mit einer Arbeit über das im mittelalterlichen Spanien gesprochene Arabisch. Er wurde 1954 im Alter von nur 32 Jahren ordentlicher Professor für Semitische Linguistik und Philologie an der Universität La Sapienza in Rom. Hier entwickelte er sich binnen kurzer Zeit zu einem bedeutenden Wissenschaftsorganisator seiner Wissenschaft, der diese vor allem als eine ganzheitliche Kulturwissenschaft verstand. Auf sein Betreiben hin und für ihn wurde nach nur kurzer Zeit von seiner Fakultät das Institut für das Studium des Vorderen Orients geschaffen. Nur wenig später folgte das dem Centro Nazionale delle Ricerche unterstellte Institut für die Erforschung der phönizischen und punischen Kultur. Beim ersten Kongress für die Forschungen zur phönizischen und punischen Kultur im Jahr 1979 hielt Moscati die Eröffnungsrede. Zu dieser Zeit gab es schon an fünf italienischen Universitäten Studiengänge des neuen Faches der Phönizischen Studien. Moscati muss als einer der Begründer dieser Disziplin gelten. Zu seinen akademischen Schülerinnen und Schülern gehörte Anna Maria Bisi.
Moscati war nicht nur Wissenschaftsorganisator und Vertreter seiner Wissenschaft, er war zudem Mittler zwischen Wissenschaft und breiter Öffentlichkeit. Er begann seine Karriere als Sprachwissenschaftler, wandte sich im Verlauf seiner Karriere jedoch mehr und mehr den archäologischen Hinterlassenschaften, der Vorderasiatischen Archäologie, zu, ohne die schriftlichen Quellen je zu vernachlässigen. Sein Œuvre umfasst mehr als 570 Titel, darunter weit über 80 Monografien, für die er allein oder in Co-Autorenschaft verantwortlich zeigte. 1985 begründete er das italienische Hochglanz-Archäologiemagazin Archeo, in dem von kundigen Autoren unter der Verwendung hochwertiger Bilder archäologische Erkenntnisse einer breiten Öffentlichkeit zugänglich gemacht werden. 1988 organisierte er eine große und erfolgreiche Ausstellung zu den Phöniziern im Palazzo Grassi in Venedig.
1989 wurde er zum auswärtigen Mitglied der Académie des Inscriptions et belles-lettres gewählt. Die Accademia Nazionale dei Lincei in Rom ehrt Moscati durch die Vergabe des Premio Moscati für Studien der Zivilisationen des Mittelmeerraumes.

## Schriften
- Storia e civiltà dei Semiti. Laterza, Bari 1949
  - neubearbeitet, deutsch: Geschichte und Kultur der semitischen Völker. Eine Einführung (= Urban-Bücher. 3). Kohlhammer, Stuttgart 1953 (Später als: Die altsemitischen Kulturen. ebenda 1961).
- Il profilo dell’oriente mediterraneo. Panorama di civiltà preclassiche (= Letterature e civiltà. 3, ZDB-ID 1431586-5). Edizioni Radio Italiana, Turin 1956.
  - deutsch: Die Kulturen des alten Orients. Sumerer, Babylonier, Assyrer, Ägypter, Hethiter, Churriter, Kanaaniter, Aramäer, Israel, Perser. Piper, München 1962.
- An Introduction to the comparative grammar of the Semitic languages. Phonology and morphology (= Porta linguarum Orientalium. Nuova Serie 6). Harrassowitz, Wiesbaden 1964.
- Il mondo dei Fenici (= Il portolano. 18). Il saggiatore, Mailand 1966.
  - deutsch: Die Phöniker. Von 1200 vor Christus bis zum Untergang Karthagos (= Kindlers Kulturgeschichte.). Kindler, Zürich 1966.
- Italia sconosciuta. Itinerari archeologici e turistici tra le piu recenti scoperte. Arte e civiltà preistorica, greca, cartaginese, etrusca, italica, romana, cristiana. Mondadori, Mailand 1971.
  - deutsch: Unbekanntes Italien. Ein archäologisches und touristisches Geleit zu den jüngsten Entdeckungen aus der Vorgeschichte sowie griechischen, karthagischen, etruskischen, italischen, römischen, jüdischen und christlichen Kunst und Kultur. Hieronimi, Bonn 1974, ISBN 3-8013-0204-0.
- L’archeologia. Rizzoli, Mailand 1975.
  - deutsch: Archäologie. Wissenschaft voller Geheimnisse (= Wissen der Welt.). Österreichischer Bundesverlag u. a., Wien u. a. 1975, ISBN 3-215-01785-7.
- mit André Parrot, Maurice H. Chéhab: Les Phéniciens. L’expansion phénicienne. Carthage (= Proche et Moyen-Orient. = L’univers des formes. Band 23, ZDB-ID 1036130-3). Gallimard, Paris 1975.
  - deutsch: Die Phönizier. Die Entwicklung der phönizischen Kunst von den Anfängen bis zum Ende des dritten Punischen Krieges (= Universum der Kunst. Band 23). Beck, München 1977, ISBN 3-406-03023-8.
- als Herausgeber: Come riconoscere l’arte mesopotamica (= Come riconoscere. (5)). Rizzoli, Mailand 1978.
  - deutsch: Wie erkenne ich mesopotamische Kunst? Architektur, Skulptur, Malerei. Belser, Stuttgart u. a. 1979, ISBN 3-7630-1769-0.
- Cartaginesi (= Le grandi stagioni.). Jaca Book, Mailand 1982, ISBN 88-16-60023-3.
  - deutsch: Die Karthager (= Völker und Kulturen.). Belser, Stuttgart u. a. 1984, ISBN 3-7630-1731-3.
- als Herausgeber: I Fenici. Bompiani, Mailand 1988.
  - deutsch: Die Phönizier. Hoffmann und Campe, Hamburg 1988, ISBN 3-455-08324-2.